# Giovanni Sagredo

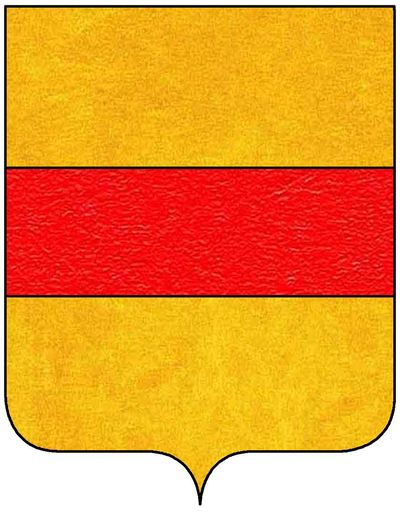
Stemma Sagredo

Giovanni Sagredo (Venezia, 2 febbraio 1616 – Venezia, 10 agosto 1682) è stato un ambasciatore italiano, vissuto nel Seicento.

## Biografia
Fu cavaliere e procuratore di San Marco. Ebbe inoltre grande successo come ambasciatore della Repubblica di Venezia presso le principali corti europee (Francia, Inghilterra, Austria). Numerose sono le relazioni, edite e inedite, legate a tale attività. 
È autore de L'Arcadia in Brenta ovvero La melinconia sbandita (1667 e 1674) e di Memorie historiche de' monarchi ottomani.